# 乌鲁木齐人民公园
乌鲁木齐人民公园（維吾爾語：ئۈرۈمچى خەلق باغچىسى‎），又称西公园，位于新疆维吾尔自治区乌鲁木齐市沙依巴克区友好南路3号，是乌鲁木齐市最大、历史最久的公园，国家AAA级景区。人民公园平均海拔800米。

## 公园介绍

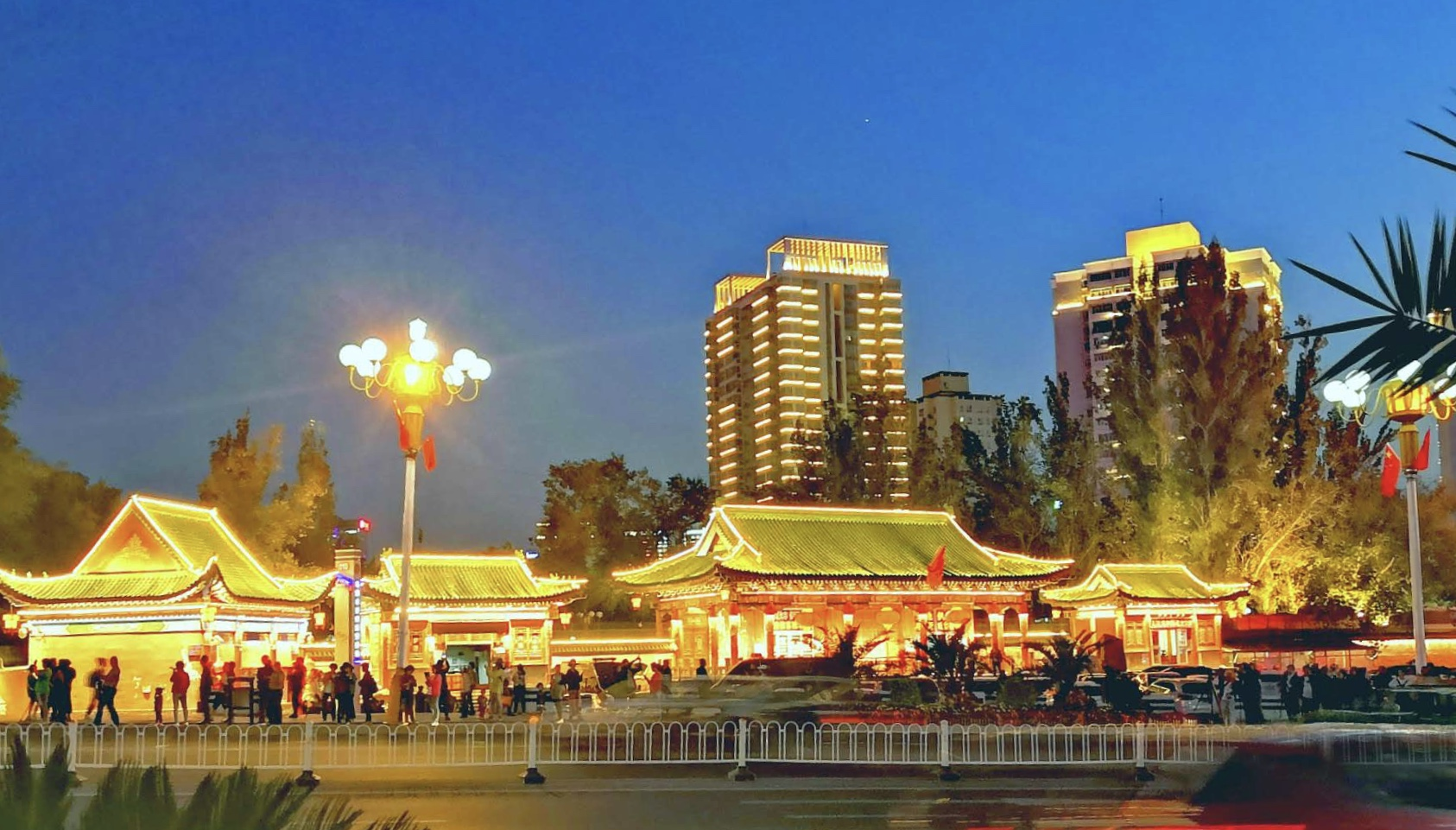
乌鲁木齐人民公园“北大门”

乌鲁木齐人民公园始建于1884年，坐落于乌鲁木齐市沙依巴克区，公园地处西大桥西端南侧，与红山公园隔桥相望，黄河路以北，东边是和平渠和河滩路，西边则是公园街。公园整体为南北大概1千米，东西250米的长条形格局。占地大概450亩，绿化覆盖率达96%。是乌鲁木齐市中心区域内面积最大、历史最悠久的公园。乌鲁木齐人民公园也被称为“西公园”，是曾命名“西湖公园”的简称，不过也有因其地处原迪化城西，故称其为“西公园”的说法。人民公园内景点众多，如鉴湖、湖心亭、阅微草堂、丹凤朝阳阁、醉霞亭、晓春亭、火车长亭等。其中阅微草堂、鉴湖泛月、翠馆鸣琴位列于乌鲁木齐老八景之中。除此之外，随着生态的改善，人民公园也成为野生动物的栖息的地方之一，在鉴湖上或鉴湖周围可能可以看见野鸭、翠鸟等野生动物。另外，坐落于此的新疆各族人民烈士纪念碑以及丹凤朝阳阁分别是第二批和第五批新疆维吾尔自治区文物保护单位。
不同季节、节日，乌鲁木齐人民公园也会举办相应的活动，比如：冬季举办的乐雪节、春季的赏花活动或者秋季的花展。另外，乌鲁木齐人民广场也是公益宣传的绝佳场所，像是在“野生动物保护宣传月”、“节水宣传周”、“打击和防范经济犯罪宣传日”和“防灾减灾宣传周”等宣传日，相关部门会在乌鲁木齐人民公园进行宣传活动。

## 历史传承

### 鉴湖的由来

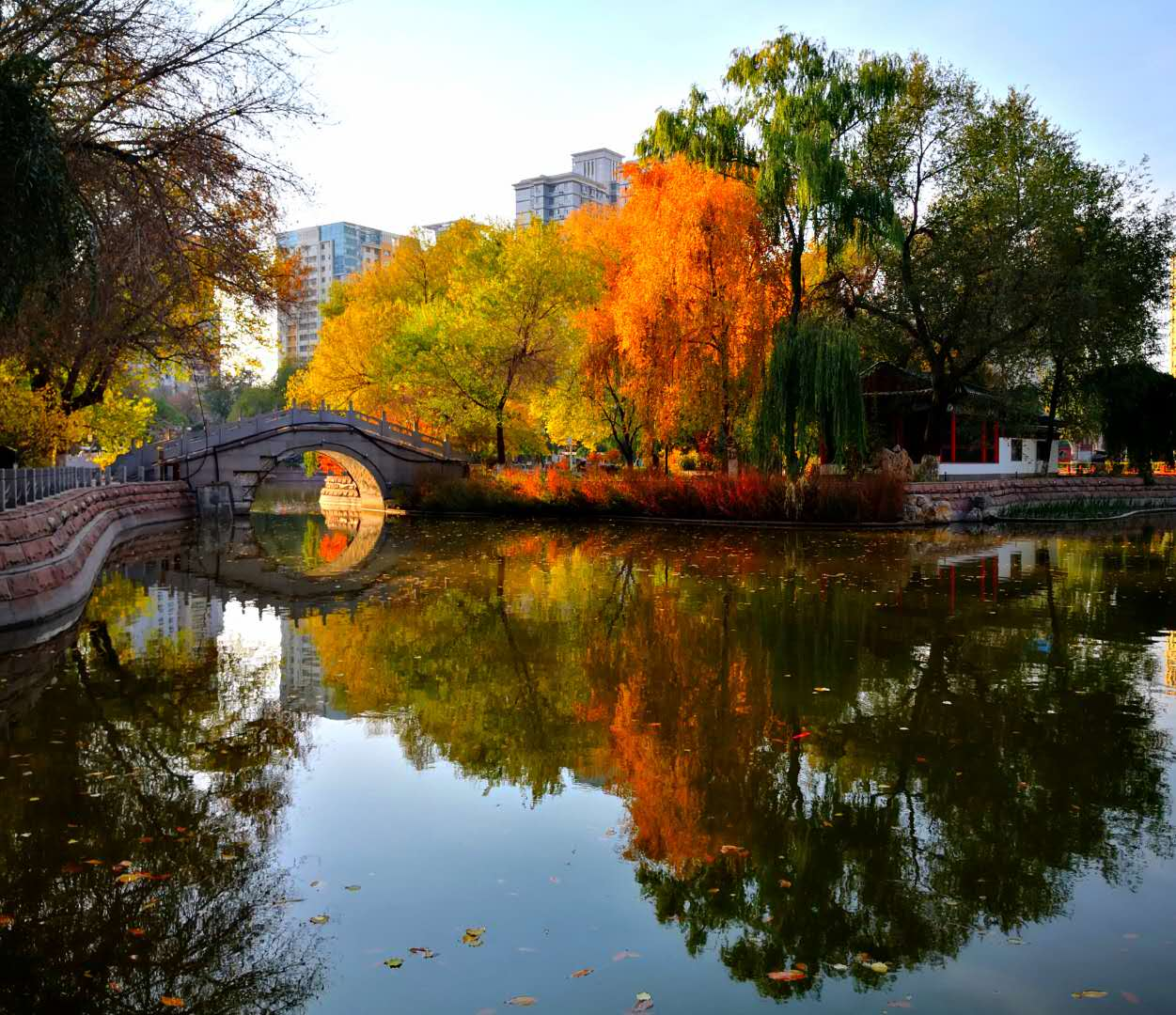
乌鲁木齐人民公园“鉴湖”

乌鲁木齐市人民公园的所在地原来是乌鲁木齐河（今为河滩公路）西岸的一片长满芦苇的湖泊，人称“海子”。“海子”因乌鲁木齐河摆动而形成。“海子”周边生长着茂密的天然林，俗成“树窝子”。
清朝乾隆二十年（1755年），天山北部的准噶尔汗国覆灭，清政府开始屯兵兴筑迪化城（今乌鲁木齐市）。3年以后迪化城在红山以南初具规模，此处“海子”被辟为官员休憩的场所。数年之后，乌鲁木齐办事大臣伍弥泰在此兴建了第一座建筑物“秀野亭”。此处成为当时乌鲁木齐的著名景点，俗称“海子沿”，有顺口溜称：“红山嘴子海子沿，塞外风光胜江南。”
后来，“海子”被改称“关湖”。1884年新疆省建立，首府设在迪化，第一任新疆巡抚刘锦棠将衙署修建于此，并将“关湖”的四面取直，建立园林。而且从湖南引进鱼种和莲藕使得“关湖”清澈，取庄子“鉴于止水”及朱熹的诗作《观书有感》中的“半亩方塘一鉴开”之句， 将该湖改称为“鉴湖”。
1898年，清朝户部左侍郎张荫桓作为戊戌变法“康党要犯之首”被流放到迪化。翌年，张荫桓捐款修建鉴湖湖心的二层小楼，命名为“鉴湖亭”（现为湖心亭）。除此之外，在湖岸边还修建了一座龙王庙以及一个水利磨房。每年盛夏便会再次举办一次被称为“海子沿过会”的庙会。人们曾用“月夜波摇湖上树，夕阳人语水中亭”来形容“鉴湖亭”的秀美。

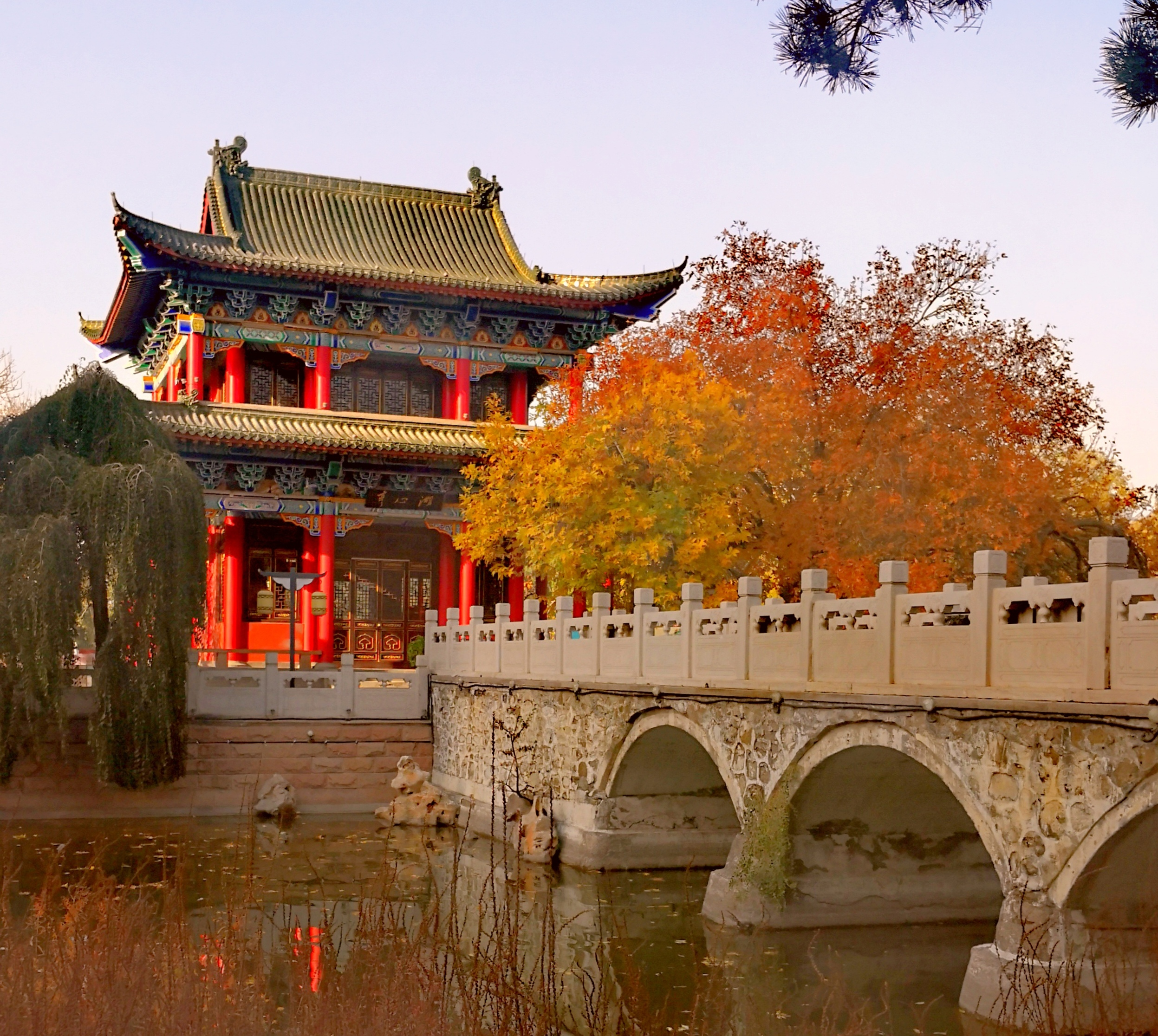
乌鲁木齐人民公园

### 公园的建立与现状
1912年5月18日，杨增新被任命为新疆都督。在杨增新上任后数年，鉴湖及周围数十亩地被辟为公园，人称“鉴湖公园”或“西湖公园”。
1921年起，杨增新先后在公园内兴建了“丹凤朝阳阁”、“醉霞亭”、“火车长亭”、“晓春亭”、“八卦亭”、“鉴湖水榭”等建筑。上述建筑完工后，杨增新取“周文王与民同乐”的意思，将公园更名为“同乐公园”。1933年“东路剿匪总指挥”盛世才取得统治新疆省的大权，盛世才将“同乐公园”更名“迪化公园”。1935年曾在此园举办过“四·一二”博览会，展览会期间将喂养的动物供人观赏。从此西公园开始饲养野生动物，这也是乌鲁木齐动物园最早的雏形。李根源在游览公园后曾作诗：“山如飞风水如虹，多少亭台烟雨中。胜日寻芳楼上坐，满园花柳浴春风。”赞美园中美景。1944年至1949年，中国国民党接管新疆省时期，“迪化公园”更名为“中山公园”。
1949年中华人民共和国成立后，对“中山公园”进行了整修，并且改称“人民公园”。1954年，具有古代建筑风格的人民公园北大门修建完成。在1956年新建了新疆各族人民烈士纪念碑，此外还陆续新建了公共体育场、儿童游乐场、园中园、花坛等等。1959年3月，园方投资45万元将人民公园从1.3万平方米扩建到1.8万平方米。并拆除龙王庙，改建为湖心岛，除此之外修建了三孔水泥大桥以及水泥拱桥。1981年，具有民族特色的南大门修建完成并于1997年对其进行装修。20世纪90年代以来，公园面积增至30万平方米，并引进各类树苗上万株。2006年，乌鲁木齐人民公园被评为国家国家AAA级风景旅游景区。2007年，人民公园免费对外开放。2011年，因为考虑到公园缺少特有的内涵，而且既不完全休闲也不完全娱乐的局面的出现，曾一度关闭公园内游乐设施。2016年，乌鲁木齐人民公园投资超过890万元对公园进行续建、扩建、改造与提升。

## 园内景点

### 新疆各族人民烈士纪念碑

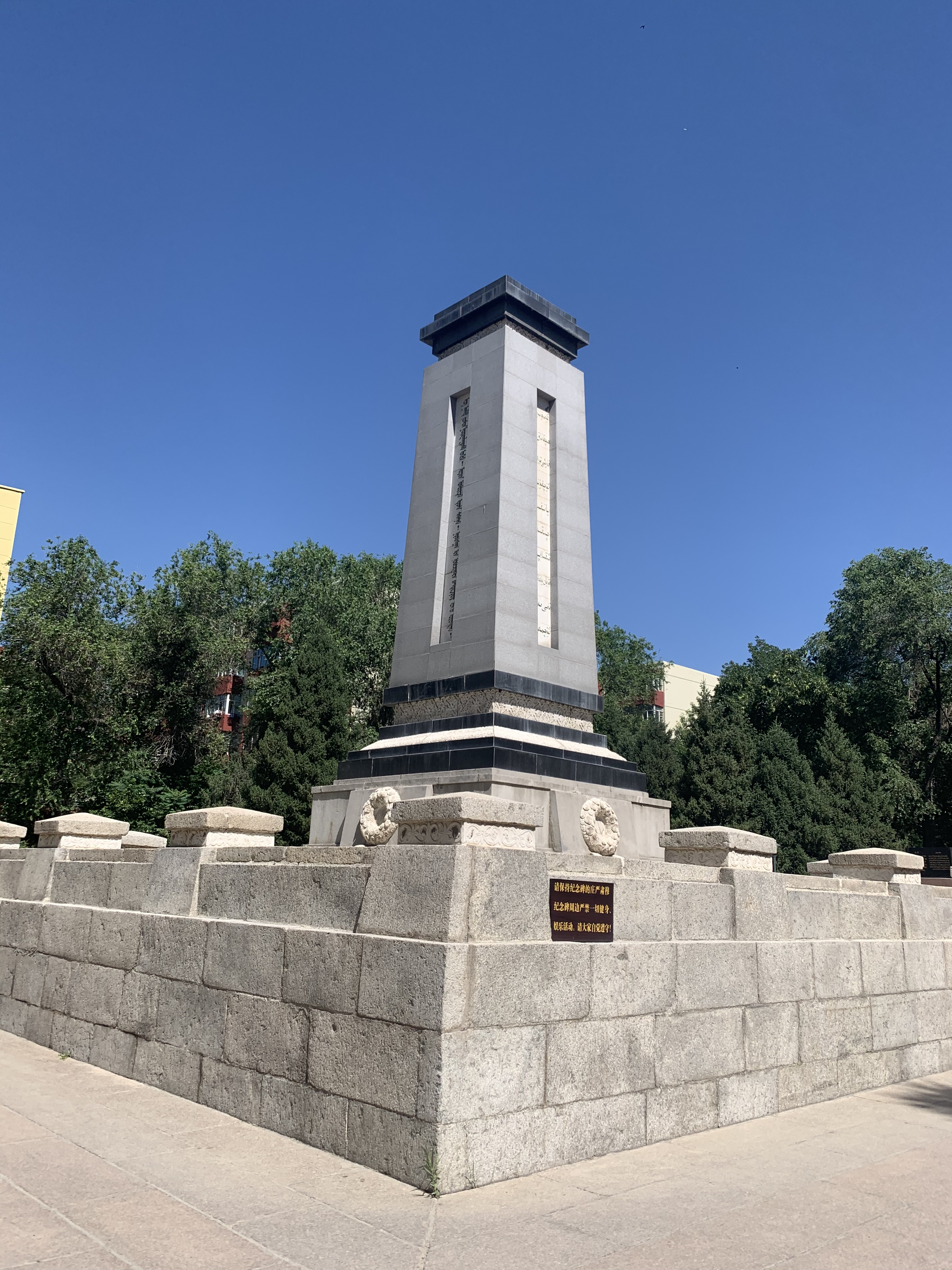
新疆各族人民烈士纪念碑

在人民公园的西南部的新疆各族人民烈士纪念碑是为了纪念陈潭秋、毛泽民、林基路、阿合买提江·哈斯木、阿不都克里木·阿巴索夫等革命烈士于1956年而建造的。1962年被列为第二批新疆维吾尔自治区文物保护单位。碑体四面刻有“星星之火，可以燎原。共产主义是不可抗御的！死难烈士万岁”的汉语、维吾尔文、蒙古文以及哈萨克文。

### 丹凤朝阳阁

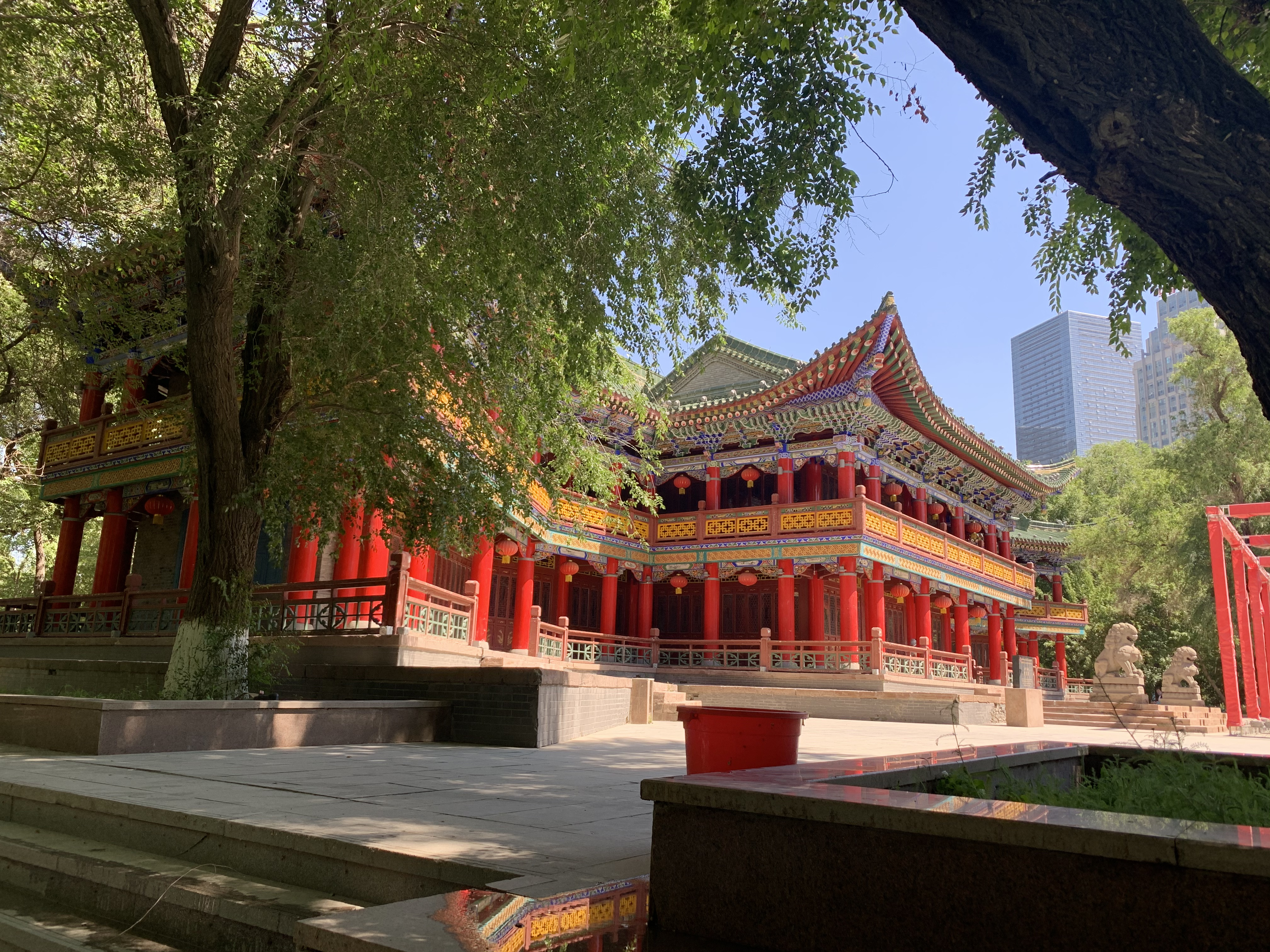
乌鲁木齐人民公园“丹凤朝阳阁”

丹凤朝阳阁兴建于1918年，由从北京、天津等地前来的工匠仿照北京紫禁城太和殿的样式，花费数十万元修建而成。当时在“丹凤朝阳阁”前曾建设一座置放杨增新铜像的“置像亭”，“置像亭”亭内上层树立杨增新戎装站立且面部贴金的铜像，下层则为记载着杨增新功德的刻碑。故“丹凤朝阳阁”也被成为“杨增新公祠”。杨增新被刺身亡后，金树仁被南京国民政府任命为新疆省政府主席。金树仁在任期间，每年7月7日在杨增新的忌日都会率令官员们在公园内杨增新铜像前致祭。盛世才上任后，销毁了杨增新的铜像，拆除了“置像亭”。1937年，中国工农红军西路军抵达迪化时，曾驻扎在此园朝阳阁内。
1984年，进行过对“丹凤朝阳阁”的维修。2003年2月9日，“丹凤朝阳阁”被列入第五批新疆维吾尔自治区文物保护单位。同年，乌鲁木齐文物管理所在检查时发现“丹凤朝阳阁”的廊柱倾斜了十几厘米，并出现了腐朽的情况。乌鲁木齐市政府拨款300万元用于“修缮”丹凤朝阳阁并于2004年修缮完毕，然而此举是人民公园未报请自治区文物局和市文物保护管理所批准的情况下进行的，此次“维护”将“朝阳阁”的原建筑拆除。2016年，“丹凤朝阳阁”在人民公园“乌鲁木齐人民公园改造提升工程”中被修缮。
现在的“丹凤朝阳阁”为双层结构建筑，坐落于乌鲁木齐人民公园的鉴湖南岸，占地大概1500平方米。单檐歇山顶式建筑，绿瓦飞檐，翘角凌空。一对2米高，口含绿珠的石狮矗立在朝阳阁正门0.7米左右的三级台阶上。一块书写着“丹凤朝阳阁”的绿色匾额悬挂于朝阳阁两层楼正中。四面的横枋上绘有孔雀戏牡丹图、百花争艳图、百鸟争鸣图和山水风景画等图案。朝阳阁的四周有56根直径在40厘米以上的红廊柱，每根廊柱的基座是厚30厘米、直径80厘米的圆石墩，廊柱顶部则是五彩的龙头。

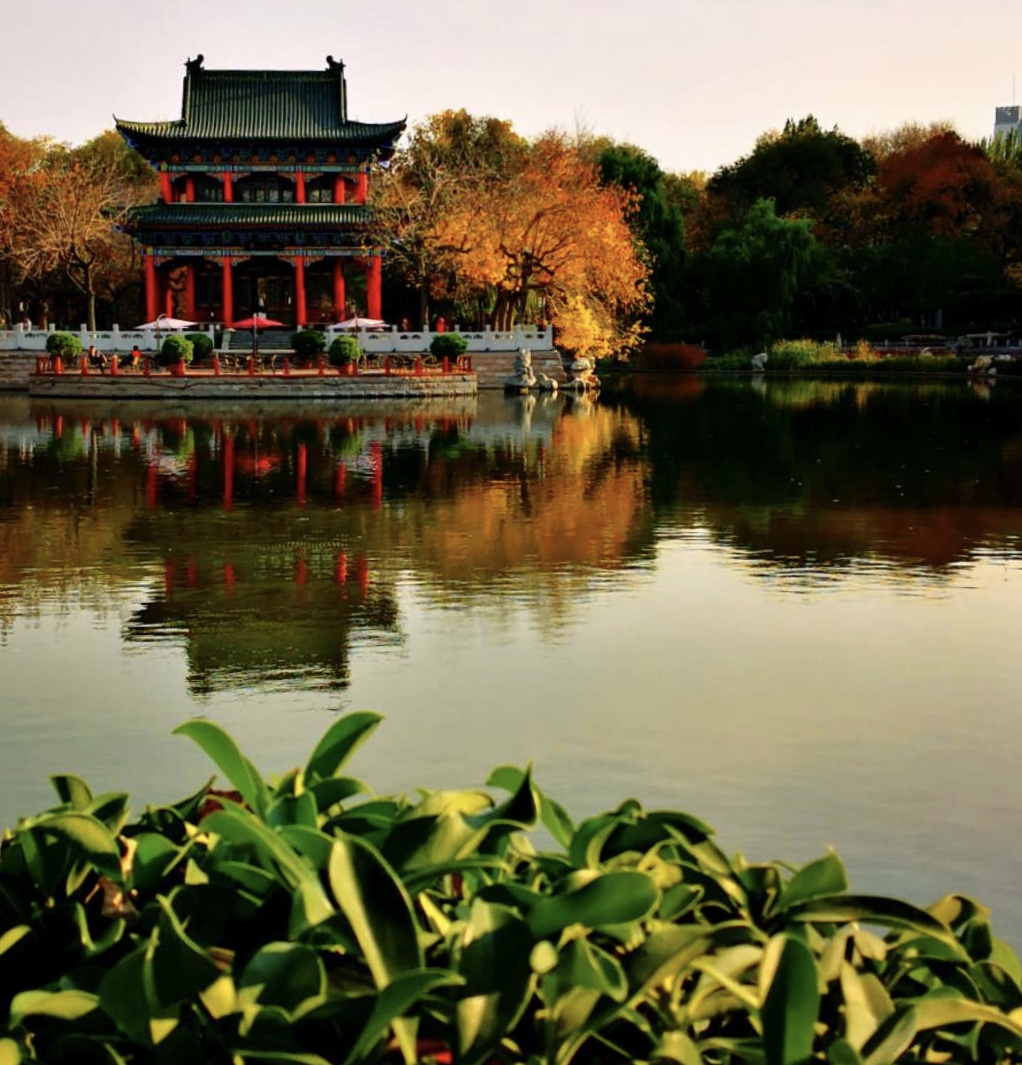
乌鲁木齐人民公园“湖心亭”与“鉴湖”

### 湖心亭
湖心亭也被称作鉴湖亭，是1984年在鉴湖亭原址上重建而来。体量、风格均仿照原亭修建，湖心亭为坐北朝南的木质二层楼阁，有近1米的台基，24根红漆柱支撑着屋顶，并组成上下两层的回廊。湖心亭建筑面积近150平方米。隔扇门窗，重檐歇山顶，其上为绿色琉璃瓦。飞檐翘角，斗拱等绘有彩画。

### 岚园

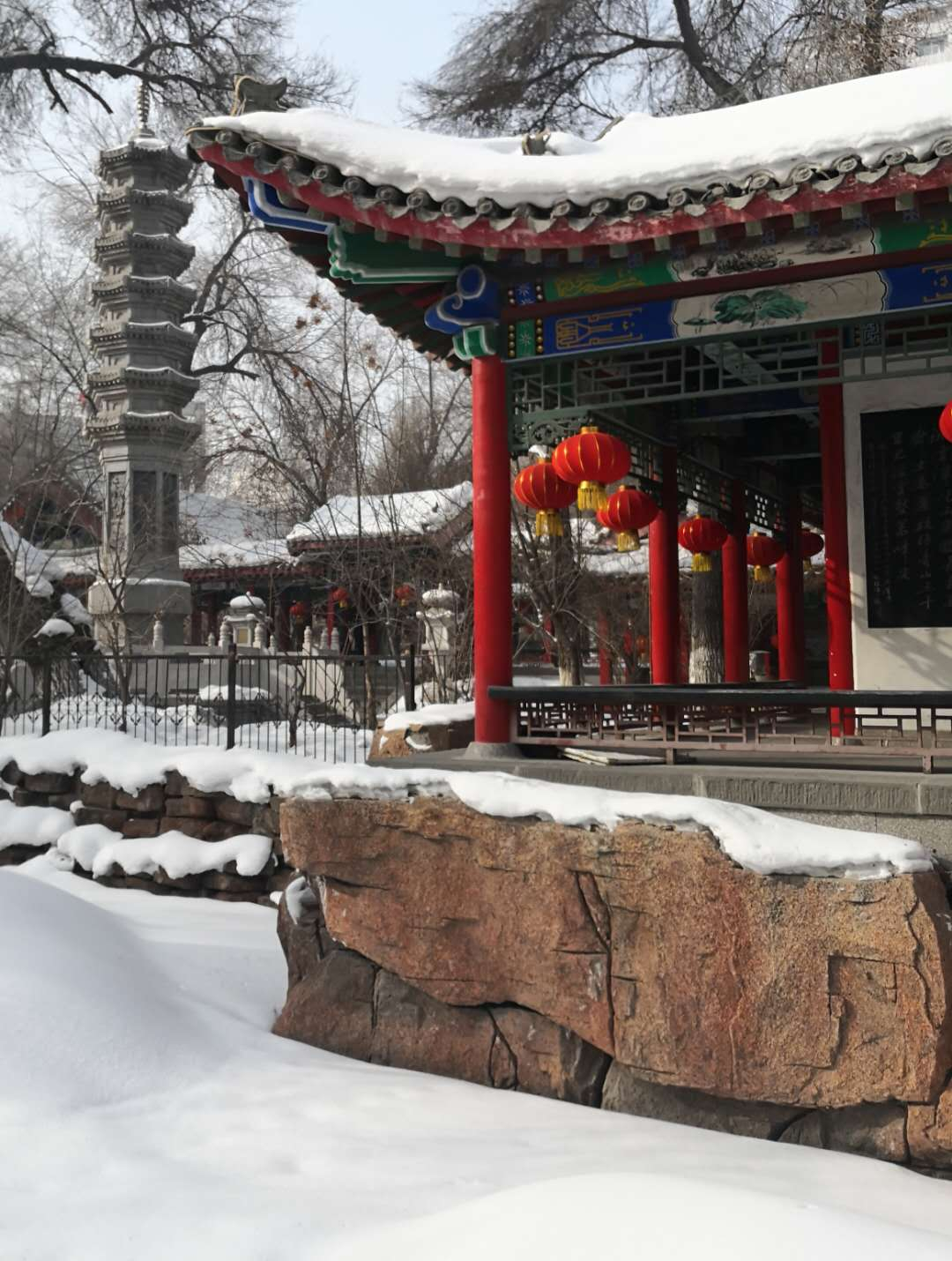
“阅微草堂”一角

1918年，为纪念流放到迪化的清朝翰林院侍读学士纪晓岚，杨增新在鉴湖西南岸新建一排两廊出水、琉璃瓦顶的平房，命名为“阅微草堂”。。据传，这座“阅微草堂”是由当时在乌鲁木齐的老人苗沛然所设计，这座“阅微草堂”的门款则是由书法家张景洲所写。这座坐北朝南的长方形“阅微草堂”，占地大概200平方米，屋顶为鱼背型，四面均有门可以进入。杨增新曾在此宴请瑞典冒险家斯文·赫定。盛世才时代，盛世才认为其“不代表进步文化”，故弃之不用也未曾维修，“阅微草堂”逐步破败。1944年，迪化市政委员会对其进行修补并用于招待。1946年，迪化市参议会成立，“阅微草堂”成为其临时办公场所。1945年，“阅微草堂”失火并于次年对其进行修复。重修时将原用芨芨草铺盖的屋顶改建为草泥制的圆拱顶。并将东西两面的门改为圆形窗户，将南面的门改为三处。1949年后，乌鲁木齐市文化馆曾在“阅微草堂”开设过图书阅览和游艺室。1984年，“阅微草堂”被再一次整修，屋顶改建为玻璃瓦。1998年，由于屋顶垮塌，乌鲁木齐市人民政府拨款在旧址的位置向东南偏移了数十米的位置上重建了一排新的“阅微草堂”。
2009年9月，“纪晓岚新疆纪念园――岚园”在原“阅微草堂”的基础上仿照北京虎坊桥纪昀书斋扩建而成。“岚园”占地4000平方米，“岚园”除了北侧的“阅微草堂”外，有碑林、石塔、回廊、水榭等组成。在矗立有纪晓岚铜像的小院的东、南和北侧是由造型多样的碑廊构成。碑廊中的碑刻以纪晓岚《乌鲁木齐杂诗》中的110首诗词为主要内容，记录着其在新疆的生活和所见所闻。“岚园”中心则有一座八面石刻塔，每一面展示着纪晓岚的生平大事。

## 备注
1. ↑  一说被洪水冲毁[19]。